# Eredivisie (vrouwenhandbal) 1979/80
De Eredivisie is de hoogste afdeling van het Nederlandse handbal bij de vrouwen op landelijk niveau. In het seizoen 1979/1980 werd Hellas landskampioen. Ancora en DVO degradeerden naar de Eerste divisie.

## Teams
| Club                  | Plaats      | Provincie     | Trainer          | Hal                     |
| --------------------- | ----------- | ------------- | ---------------- | ----------------------- |
| DVO                   | Sittard     | Limburg       | Jos Houben       | Stadssporthal           |
| Hellas                | Den Haag    | Zuid-Holland  | Jan Alma         | Sporthal Vliegermolen   |
| AMC/Niloc             | Amsterdam   | Noord-Holland | Erik van der Wel | Sporthallen Zuid        |
| Van der Voort Quintus | Kwintsheul  | Zuid-Holland  | Wim Jansen       | Van der Voorthal        |
| Ancora                | Barendrecht | Zuid-Holland  | Ad Bouwer        | Sporthal IJsselmonde    |
| Trajectum ad Mosam    | Maastricht  | Limburg       | Huub Coorens     | Sporthal De Geusselt    |
| Entius/SEW            | Nibbixwoud  | Noord-Holland | Jan Koopen       | Sporthal 't Span        |
| Sittardia             | Sittard     | Limburg       | Ilona Venema     | Stadssporthal           |
| Swift Roermond        | Roermond    | Limburg       | Jo Gerris        | Sporthal Koninginnelaan |
| Vlugheid en Kracht    | Groningen   | Groningen     | Martin Woudstra  | Sporthal Vinkhuizen     |

## Stand
| Pos | Club                  | Wed | W  | G | V  | Ptn | DV  | DT  | +/− | Opmerking                         |
| --- | --------------------- | --- | -- | - | -- | --- | --- | --- | --- | --------------------------------- |
| 1   | Hellas                | 18  | 13 | 2 | 3  | 28  | 241 | 201 | +40 | Landskampioen                     |
| 2   | Swift Roermond        | 18  | 11 | 2 | 5  | 24  | 207 | 162 | +45 |                                   |
| 3   | AMC/Niloc             | 18  | 8  | 3 | 7  | 19  | 217 | 199 | +16 |                                   |
| 4   | Vlugheid en Kracht    | 18  | 7  | 5 | 6  | 19  | 175 | 178 | -3  |                                   |
| 5   | Trajectum ad Mosam    | 18  | 8  | 2 | 8  | 18  | 205 | 209 | -4  |                                   |
| 6   | Van der Voort Quintus | 18  | 8  | 2 | 8  | 18  | 182 | 206 | -24 |                                   |
| 7   | Sittardia             | 18  | 7  | 3 | 8  | 17  | 200 | 199 | +1  |                                   |
| 8   | Entius/SEW            | 18  | 7  | 3 | 8  | 17  | 180 | 183 | -3  |                                   |
| 9   | DVO                   | 18  | 4  | 4 | 10 | 12  | 188 | 223 | -35 | Degradeert naar de eerste divisie |
| 10  | Ancora                | 18  | 2  | 4 | 10 | 8   | 189 | 224 | -35 | Degradeert naar de eerste divisie |